# Chile, los héroes están fatigados
Chile, los héroes están fatigados es un documental de 2002, dirigido por el cineasta y político chileno Marco Enríquez-Ominami, grabado en Santiago de Chile.

## Argumento

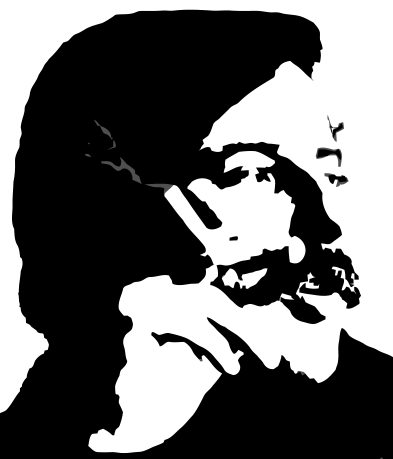
Miguel Enríquez murió en un tiroteo en el marco de un operativo montado por agentes de la DINA, y era uno de los líderes de radicales de la oposición a la dictadura militar.

Marco Enríquez es hijo de la periodista, socióloga y productora de televisión Manuela Gumucio, y de Miguel Enríquez (1944-1974), uno de los líderes del Movimiento de Izquierda Revolucionaria (MIR), muerto en un tiroteo por la Dirección de Inteligencia Nacional (DINA), policía secreta de comienzos de la Dictadura militar de Augusto Pinochet. Más tarde Marco cambió su nombre por el de Marco Enríquez-Ominami, luego que su madre volviera a casarse con el economista y político socialista Carlos Ominami.
Como hijo de uno de los personajes claves de la Unidad Popular que defendió el gobierno de Salvador Allende, el cineasta recorre la capital chilena entrevistando a los antiguos políticos de izquierdas que pelearon junto a su padre y sobrevivieron a la dictadura, evidenciando cómo estos actualmente ejercen como asesores de grandes multinacionales y coordinadores de empresas, inmersos en el mundo neoliberal. El documental plantea como tesis el desgaste de los viejos líderes políticos de izquierda, y el cambio rotundo de sus antiguas ideologías.
Marco Enríquez-Ominami perteneció al Partido Socialista de Chile (PS) desde 1990, renunciando en 2009 y alejándose definitivamente de la Concertación de Partidos por la Democracia, para conformar el Partido Progresista y candidatearse en 2009 y 2013 a la presidencia de Chile.